# Notophthalmus perstriatus
Espèce
Synonymes
- Triturus perstriatus Bishop, 1941

Statut de conservation UICN

 NT  : Quasi menacé
Notophthalmus perstriatus est une espèce d'urodèles de la famille des Salamandridae. 

## Répartition
Cette espèce est endémique des États-Unis. Elle se rencontre dans le sud de la Géorgie et dans le nord de la Floride.

## Publication originale
- Bishop, 1941 : Notes on salamanders with descriptions of several new forms. Occasional Papers of the Museum of Zoology, University of Michigan, no 451, p. 1-21 (texte intégral).